# Lophotis gindiana
L'otarda crestafulva (Lophotis gindiana (Oustalet, 1881)) è una specie di uccello della famiglia Otididae. La sua area di distribuzione si trova in Africa, più specificatamente in Gibuti, Etiopia, Kenya, Somalia, Sudan, Tanzania ed Uganda.